# Línea E (Río Gallegos)
La línea E, ex recorrido San Benito; es una línea de colectivos urbana de Río Gallegos, creada en 2011; que une la Terminal de ómnibus con el Bo. San Benito. 
La empresa encargada de la explotación es MAXIA S.R.L..

## Recorrido principal de IDA
| BUS2 | KBHFa |

|  | BHF |

|  | BHF |

|  | BHF |

|  | BHF |

|  | BHF |

|  | BHF |

|  | BHF |

|  | KBHFe |

## Recorrido principal de VUELTA
|  | KBHFa |

|  | BHF |

|  | BHF |

|  | BHF |

|  | BHF |

|  | BHF |

|  | BHF |

|  | BHF |

|  | BHF |

|  | BHF |

|  | BHF |

|  | BHF |

|  | BHF |

|  | BHF |

| BUS2 | KBHFe |